# Viðarlundin í Niðara Hoydali

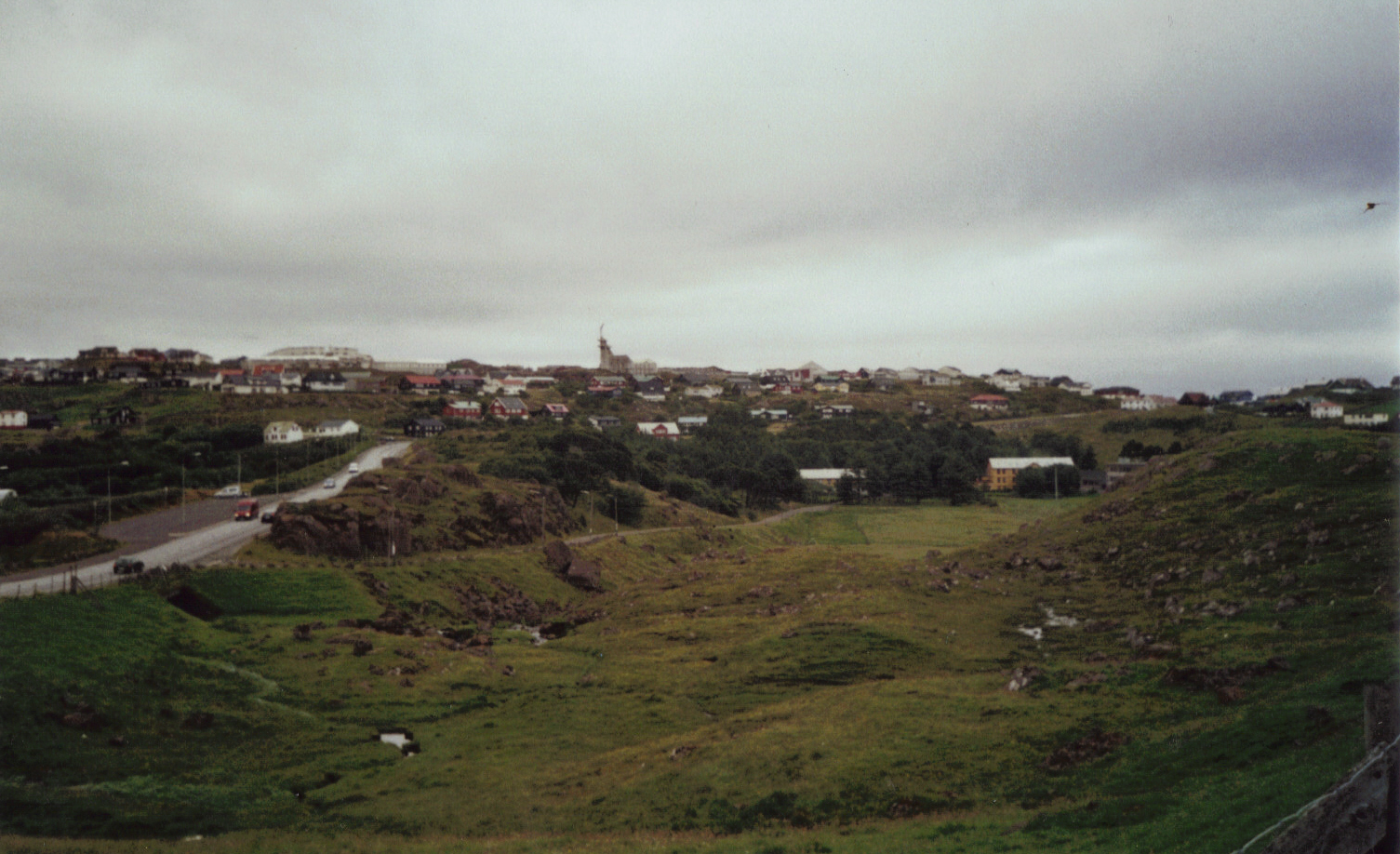
Blick zum Wald im Talgebiet Hoydalar

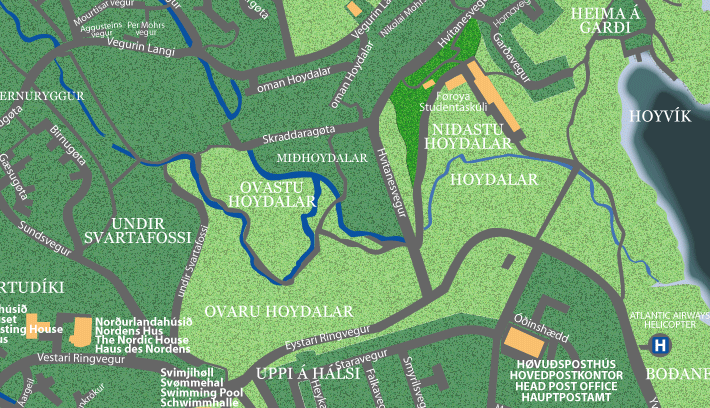
Hoydalar

Viðarlundin í Niðara Hoydali ist ein Wald in Tórshavn, der Hauptstadt der Färöer auf der Insel Streymoy. Er befindet sich östlich der Ausfallstraße Hvítanesvegur in dem relativ windgeschützten Talgebiet Hoydalar im nördlichen Tal der Stadt. Da sich in seiner unmittelbaren Nähe das Gymnasium „Føroya Studentaskúli“ befindet, wird er auch häufig Viðarlundin við Studentaskúlan genannt. Das färöische Wort viðarlund bedeutet wörtlich „Gehölz“ und bezeichnet eine Parkanlage oder einen Wald auf den Färöern, von deren Fläche nur 0,06 % bewaldet sind.
Wohl kein anderer Wald bzw. Park der Färöer wurde auf so geschichtsträchtigem Gebiet angelegt wie der Viðarlundin í Niðara Hoydali. Hier wurden Spuren von Getreideanbau aus der Zeit um 600 – 650, d. h. der Epoche der frühesten Besiedelung der Färöer, gefunden. Der Name des Tales, Hoydalar, bedeutet wörtlich Heutäler. Durch das Talgebiet fließt der Wasserlauf des Hoydalsá, der südlich von Hoyvík in den Nólsoyarfjørður mündet.
Zu Beginn des 20. Jahrhunderts wurde im Hoydalar ein Sanatorium für an Tuberkulose, einer damals nicht mit Medikamenten behandelbaren Krankheit, erkrankte Menschen errichtet. Auf Wunsch der Ärzte begann die dänische Gesellschaft Det Danske Hedelseskab 1913 mit der Anlage eines Waldes am Sanatorium, um durch eine Verbesserung der Luft die Genesung der Patienten zu fördern. Wenige Jahre zuvor waren bereits im Bereich des heutigen Tórshavner Stadtparks erfolgreich Bäume gepflanzt worden.
Nach der Auflösung des Sanatoriums wurde der Wald weiterhin gepflegt und sogar erweitert. In ihm stehen einige um 1918 gepflanzte Fichten, die mit einer Höhe von über 18 m und einem Stammdurchmesser von mehr als 77 cm zu den höchsten Bäumen der Färöer zählen.
Der Viðarlundin í Niðara Hoydali bedeckt heute auf dem Grundstück Flur 19 eine Fläche von 45.300 m² und auf dem daran nördlich anschließenden Grundstück Flur 20 eine Fläche von 4.390 m². Mit einer Fläche von insgesamt 49.690 m² zählt er damit zu den größten Wäldern bzw. Parks der Färöer.